# Karaś złocisty

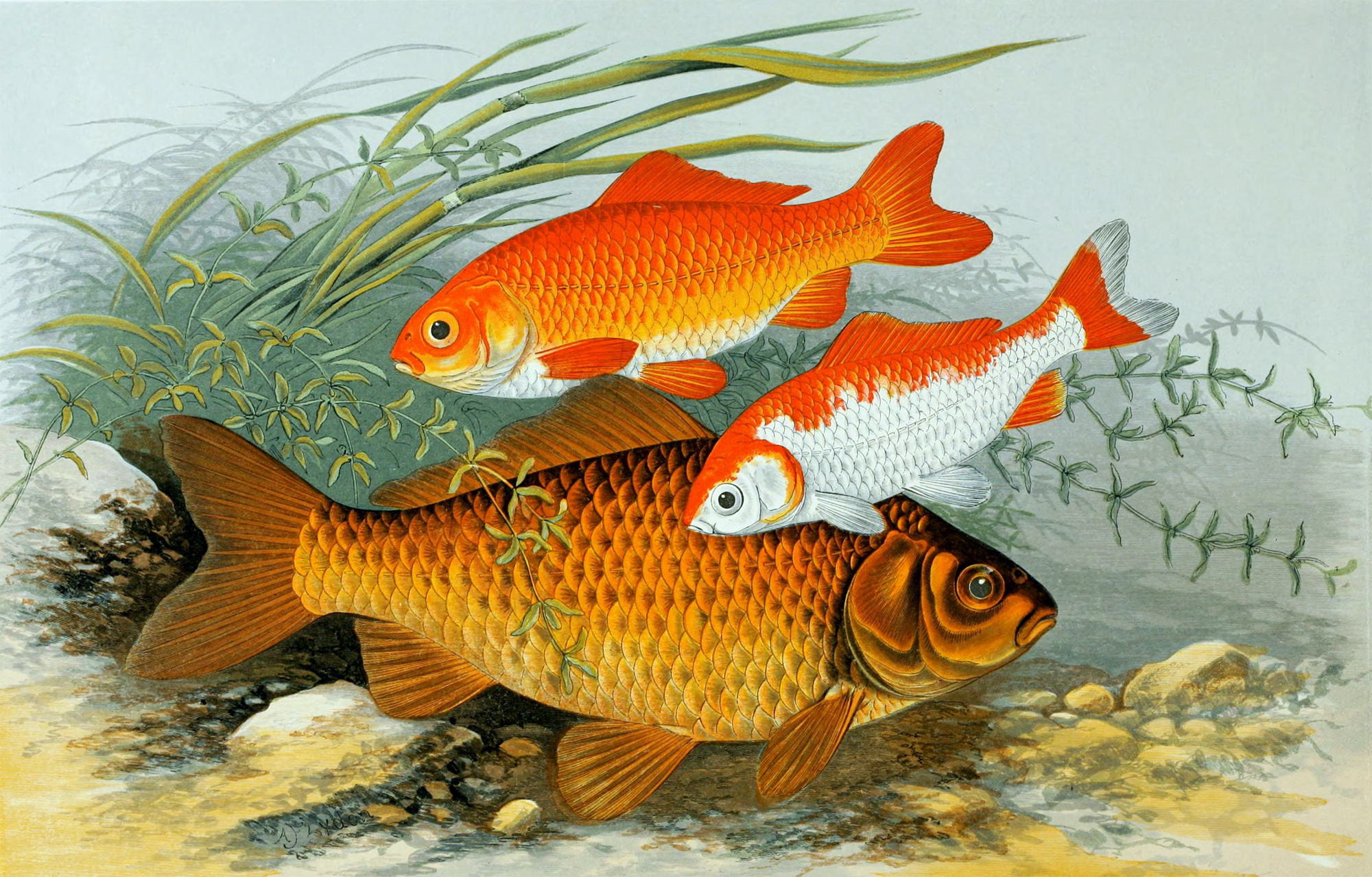
Carassius auratus w British Fresh-Water Fishes Williama Houghtona

Karaś złocisty – nazwa zwyczajowa ryby karpiowatej z rodzaju Carassius, stosowana przez autorów w różnym znaczeniu. Może oznaczać:
- w najszerszym znaczeniu: gatunek Carassius auratus (łac. aureum oznacza „złoty” lub „złocisty”) – karaś chiński, nazywany też karasiem złocistym[1][2][3] lub złotym karasiem[4],
- w węższym znaczeniu: podgatunek Carassius auratus auratus, nazywany karasiem złocistym[5][6][7] lub złotym karasiem[8],
- rzadziej nazwą „karaś złocisty” określana jest złota rybka[7] – udomowiona forma podgatunku Carassius auratus auratus.